# Panlaitán
Panlaitán (Panlaytan) es un barrio rural  del municipio filipino de tercera categoría de Busuanga perteneciente a la provincia  de Paragua en Mimaro,  Región IV-B.

## Geografía
Este barrio  lo forma un grupo de cuatro islas es islotes (Malajón, Talampulán, Dabutoyán y Pamalicán) adyacentes a  la Isla Busuanga la más grande del Grupo Calamian situado a medio camino entre las islas de Mindoro (San José) y de Paragua (Puerto Princesa), con el Mar de la China Meridional a poniente y el mar de Joló a levante. Al sur de la isla están las otras dos islas principales del Grupo Calamian: Culión y  Corón.
Las islas cierran a poniente  la bahía de Gutob en el Mar de la China Meridional, frente a las costas del barrio de Nueva Busuanga (New Busuanga). Al este se encuentran las islas que forman el barrio de  San Isidro (Compare, Manoloba, Manolebeng, Talanpetán y Mapadolo).
Al sur se encuentran las islas de los barrios de  Maglalambay (Popotoán, Nalaut Oriental, Nalaut Occidental, Malbinchilao del Norte,  Rat, Malbinchilao del Sur, Mangenguey y Depelengued) y de Concepción (Cay del Norte, Cay del Sur, Maltatayoc, Dasilingán, Horse, Malcatep, Malcatep Oriental, Dicoyán y Calumbuyán).

### Demografía
El barrio  de Panlaitán contaba  en mayo de 2010 con una población de 3.509 habitantes, siendo el más poblado del municipio.